# ایزیدور اپستاین
ربی دکتر ایزیدور اپستاین (به انگلیسی: Ezekiel Isidore Epstein) ‏(۱۹۶۲-۱۸۹۴) یک ربی ارتدکس بود که مدت زمان زیادی به عنوان رئیس کالج یهودیان لندن فعالیت می‌کرد.
کتاب یهودیت: بررسی تاریخی از ربی اپستاین در سال ۱۳۸۵ توسط موسسه حکمت و فلسفهٔ ایران، در ایران چاپ و منتشر شد.